# Museum van folkloristische kapellen
Het Museum van folkloristische kapellen (Tsjechisch: Muzeum lidových kapel) is een museum in het Tsjechische Lesonice. Het is gewijd aan groepen die zich bezighouden met volksdans en -muziek. Het werd opgericht door de gemeente en is gevestigd in een voormalige brandweerkazerne in het slot van Lesonice.
Het werd geopend op 16 augustus 2014  op initiatief van Gabriela Kosmáková, de voorzitster van de vereniging Veselá Nota (Vrolijke Noot). Zij is de kleindochter van Leopold Kosmák die van de jaren twintig tot vijftig van de 20e eeuw rond Lesonice optrad met zijn kapel.

## Collectie

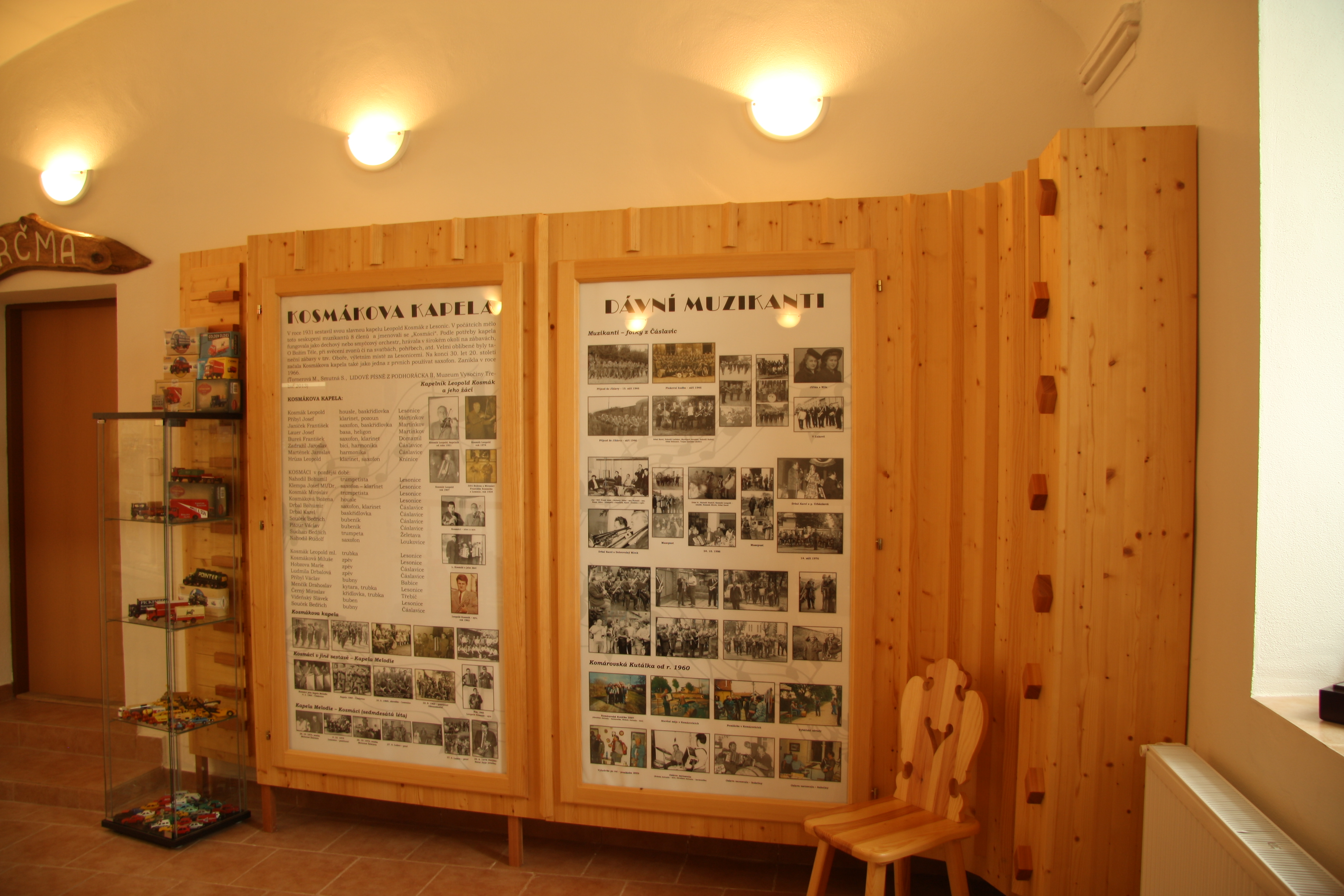
Het interieur van het museum van folkloristische kapellen

De collectie bevat een replica van een draagbaar podium, waarop de groep van Leopold Kosmák zijn optredens gaf. 
Verder zijn muziekinstrumenten bijeengebracht. Bij de opening in 2014 waren dat er 33 die voornamelijk afkomstig waren van afstammelingen van voormalige groepsleden van Leopold Kosmák. Onderdeel van de collectie zijn bijvoorbeeld een trompet uit het jaar 1936 en bladmuziek uit 1890. Verder worden foto’s en aanvullende documentatie getoond,
In het museum is informatie op panelen gepresenteerd. Onderdeel van het museum is ook informatie over het slot in Lesonice, de gemeente Lesonice en haar historie. 